# 早川剛史
早川 剛史（はやかわ つよし、1989年8月22日 - ）は、日本の男性俳優、声優。愛知県名古屋市出身。プロダクション・タンク所属。

## 来歴
名城大学法学部卒業。円 演劇研究所卒業。劇団すごろく出身。

## 人物
特技は殺陣、スーツアクター、皿回し、バルーンアート、サッカー、水泳、歌、小道具・大道具制作、洋菓子作り。
資格は危険物取扱者乙種第4類、普通自動車免許。
方言は名古屋弁。

## 出演

### テレビドラマ
- コールドケース2 〜真実の扉〜（2018年）
- きれいのくに（2021年、声の出演）
- 風間公親-教場0-（2023年）
- どうする家康（2023年、前田利長、尾張ことば指導）

### テレビ番組
- 池上彰の現代史を歩く〜Walking through Modern History〜
- 奇跡体験!アンビリバボー
- 最恐映像ノンストップ
- ザ!世界仰天ニュース
- ザ・プロファイラー 〜夢と野望の人生〜
- 女子は是れ美術の天使なるべし〜玉子と志津、女子美術教育に捧げた生涯〜
- 中居正広の金曜日のスマイルたちへ
- にっぽん!歴史鑑定
- ワールド極限ミステリー

### 映画
- レジェンド&バタフライ（2023年、方言指導）
- 首（2023年）

### テレビアニメ
時期不明
- ドラえもん

2018年
- 刀使ノ巫女（隊員、オペレーター）

2019年
- 超人高校生たちは異世界でも余裕で生き抜くようです!（村人C）

2020年
- 天晴爛漫!（二丁拳銃）

2021年
- 東京リベンジャーズ（駅員、男打羅A）
- 魔法科高校の劣等生（ブランシュ兵、男子生徒、一高男子）

2022年
- リーマンズクラブ（経理部社員）

2023年
- わたしの幸せな結婚

### ゲーム
2018年
- 絶体絶命都市4（体験版）

2020年
- モンスターストライク（2020年 - 2024年、わび爺＆さび爺〈さび爺〉、マスター・コーヴ、ソーマ）

2021年
- 原神
- キャッスルクラフト（2021年）
- 未定事件簿（2021年）

2022年
- 百戦錬磨〜強者の戦国〜

2023年
- 黒い砂漠
- ファイナルファンタジーXVI

### 吹き替え

#### ドラマ
- レイブンのウチはチョー大変!

#### アニメ
- 暗界神使（2021年、村人男G）

### ナレーション
- Amazonオーディブル
  - 「パークライフ」
  - 「世界インフレの謎」
- おらが町のラジオ体操<第1>

### VP
- 金融機関向け不祥事防止DVD
- 建設現場 ヒューマンエラー防止
- 臨床解説ビデオ

### 舞台
- 劇団すごろく
  - 落ちてきたアイツ（備威）
  - おそばに参上（足賀速太郎、みそ吉）
  - 俺★オーレ
  - DOCCHI?
- 円演劇研究所
  - 紙風船（夫）
  - 夏の夜の夢（イジアス・スナッグ）
  - 坊やのお馬（ムーニー）
  - わが町（ギブズ医師）

## 方言指導
- FMシアター
- きよしこ
- ムチャブリ! わたしが社長になるなんて
- 夢食堂の料理人〜1964東京オリンピック選手村物語〜